# Multitimbral

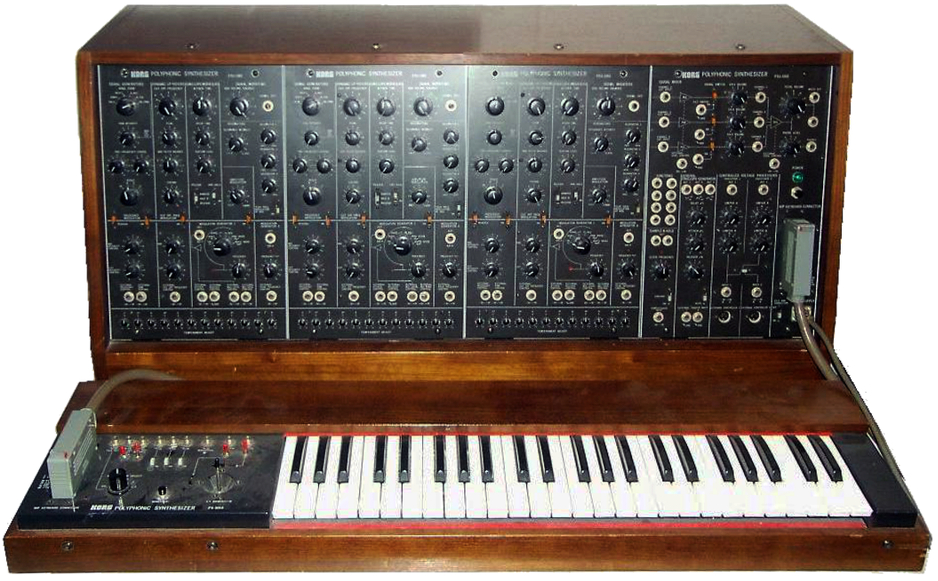
Synthétiseur avec la capacité de jouer plusieurs notes simultanément

Multitimbral est la capacité d'un instrument (en général un synthétiseur) à pouvoir émettre et recevoir les informations sur plusieurs canaux MIDI.
Composé du préfixe "multi" signifiant "plusieurs" et de "timbral" venant de timbre, désignant une sonorité.
Multitimbral se dit d'un appareil MIDI qui pourra émettre simultanément et/ou recevoir simultanément des informations MIDI sur plusieurs canaux simultanément.
Cette caractéristique MIDI est maintenant présente sur la grande majorité des synthétiseurs. Elle est différente de notion de polyphonie, qui est la capacité de jouer plusieurs notes simultanément. 